# Annellolacinia pandanicola
Annellolacinia pandanicola är en svampart som beskrevs av J. Fröhl., Raga, Philemon & K.D. Hyde 1993. Annellolacinia pandanicola ingår i släktet Annellolacinia, divisionen sporsäcksvampar och riket svampar.   Inga underarter finns listade i Catalogue of Life.